# コンチネンタル・ディバイド・トレイル
コンチネンタル・ディバイド・トレイル（Continental Divide Trail、正式名称：Continental Divide National Scenic Trail、略称：CDT）は、メキシコとカナダの間の3,100マイル (5,000 km)に及ぶアメリカ合衆国の国立自然歩道である。コンチネンタル・ディバイドとは、アメリカ大陸の分水嶺を意味する。このトレイルは、ロッキー山脈に沿った北米大陸の分水嶺をたどり、モンタナ州、アイダホ州、ワイオミング州、コロラド州、ニューメキシコ州の5つの州を通過する。モンタナ州では、トリプル・ディバイド峠（ハドソン湾、大西洋、太平洋の3つの分水嶺である トリプル・ディバイド・ピークの近く）を通る。このトレイルは専用歩道と小さな道路の組み合わせからなり、70％程度が整備されている。未整備の部分は、未舗装または舗装道路を歩いて移動する必要がある。このトレイルの北端には、グレート・ディバイド・トレイルが接続しており、カナダ北部のジャスパー国立公園のカクワ湖まで進むことも可能である。
コンチネンタル・ディバイド・トレイルは、アパラチアン・トレイル、パシフィック・クレスト・トレイルとともに、スルーハイカー（thru-hiker）愛好家らは、米国の長距離ハイキングのトリプル・クラウンと呼んでいる。

## スルーハイキング
トレイル全体をハイキングしようとする人は年間200人程度で、約6か月かかる。1977年にデイブ・オデルはトレイルを歩き通した、また同じ年にダン・トーピーはニューメキシコ/コロラド州境からカナダのロブソン山まで長距離ハイキングした。ドイツの長距離ライダーであるギュンター・ワムサー（ティエラ・デル・フエゴからアラスカへ行く途中）、およびオーストリアのソニア・エンドルウェーバー（メキシコからの残りの旅で彼に加わった）は、土地管理局の4匹のマスタング（小型の野生馬）とともに完歩した、2007～2009年の3年間の夏季のことである。

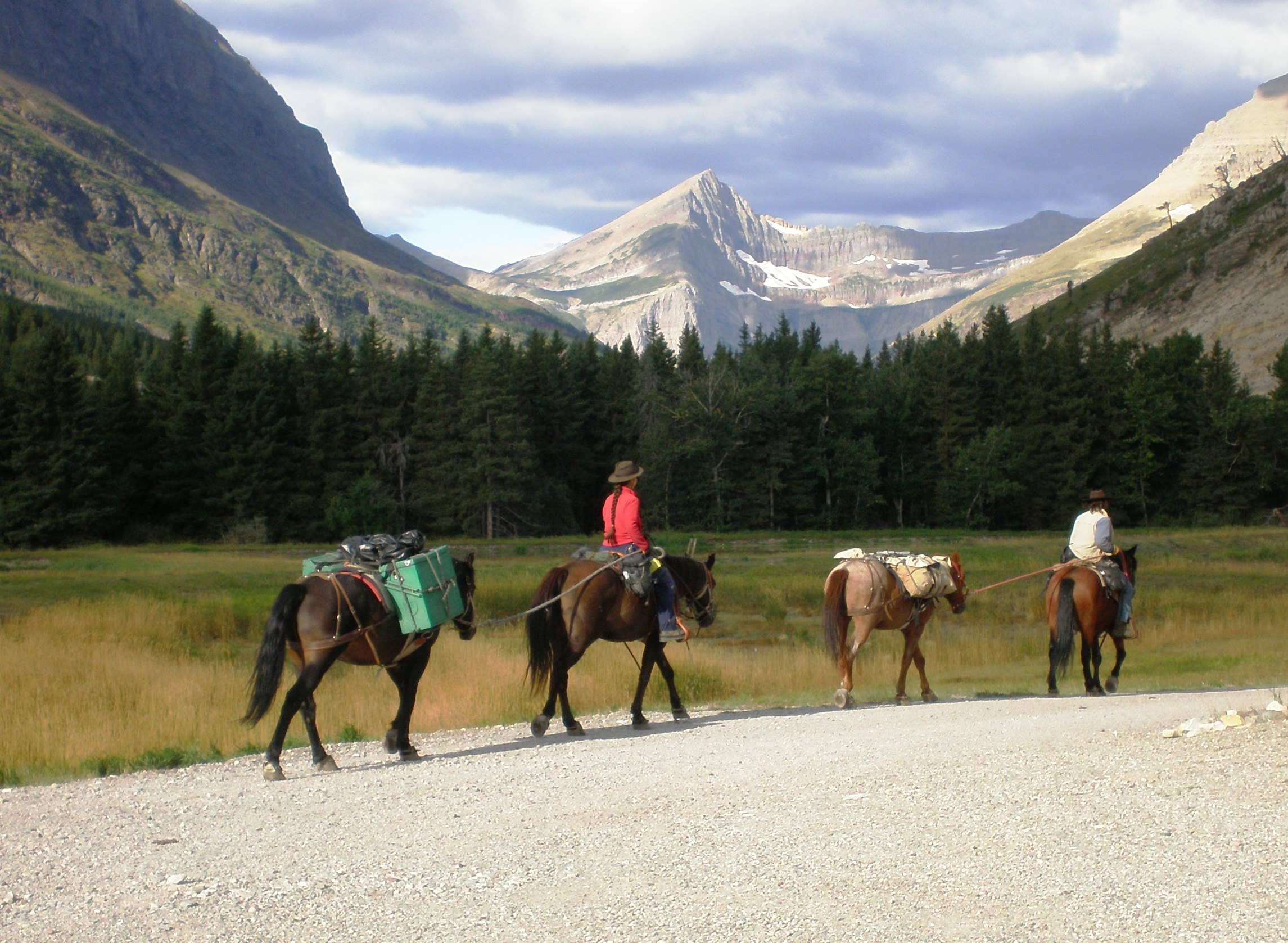
2009年9月のグレイシャー国立公園

2007年、フランシス・タポンは、コンチネンタル・ディバイド・トレイル(CDT)でラウンド・バックパッキング・ツアー「ヨーヨー」を初めて行った人物である、彼はメキシコからカナダへ行き、その後メキシコへ戻った、これには7か月を要した。この7か月の行程は5,600マイル（9,000km）以上に及んだ。タポンは、北へ向かう際には最も遠回りで、風光明媚で、標高が高く、困難なルートを取り、一方、南に戻るときには、より適切なルートを取った。アンドリュー・スカーカは、2007年に6,875マイル（11,064km）のグレート・ウェスタン・ループの一部としてCDTを組み込み完歩した。
CDTを完歩した最年少者はリード・ギョネスである。13歳の彼女は父親のエリック・ギョネスとともに、2013年4月15日～9月6日に、北上するハイキングをおこなった。

## ニューメキシコ州

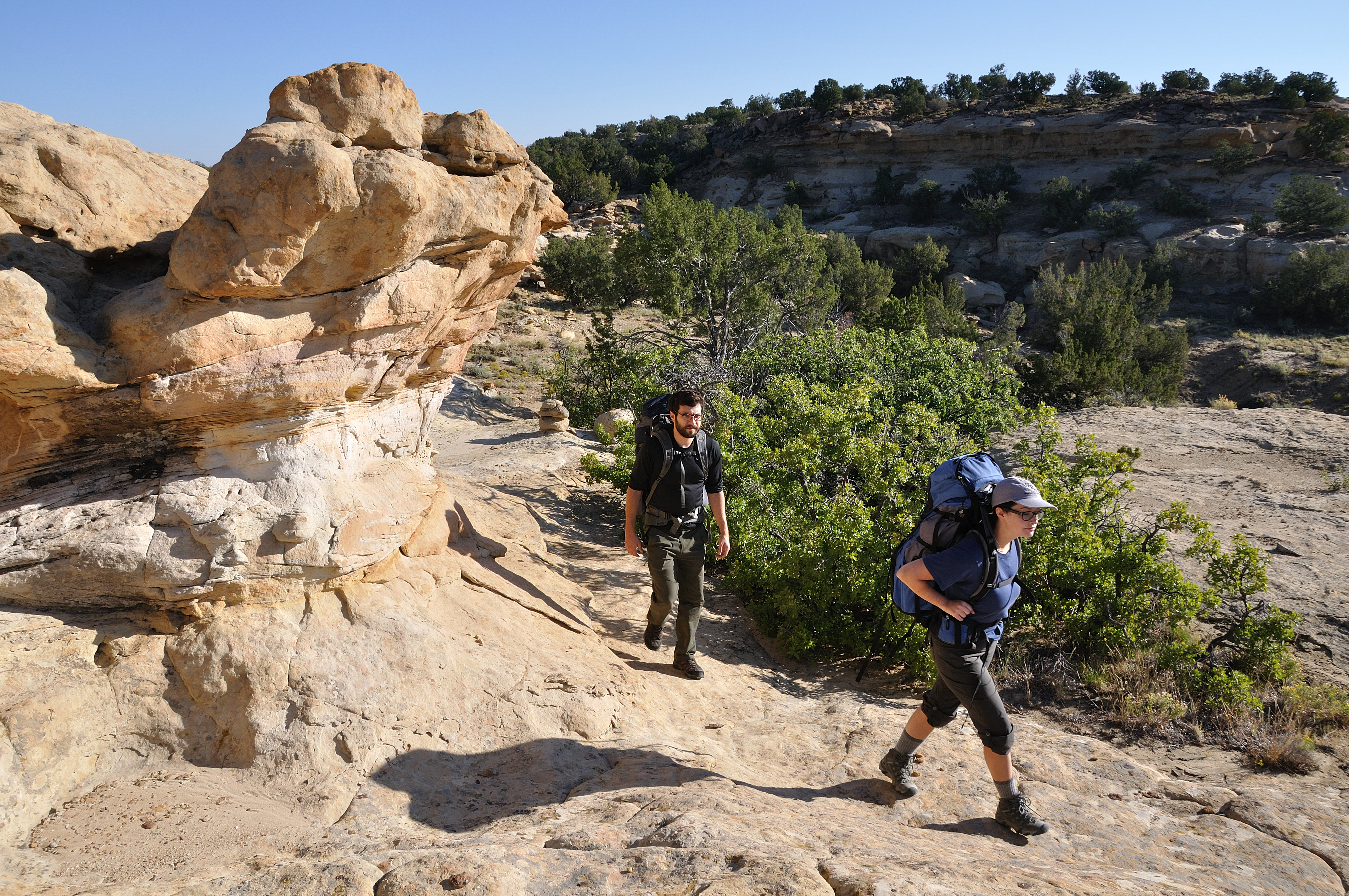
サン・イーサイドロ(ニューメキシコ州)近くのラ・リーナ原生自然保護区研究エリアのCDT

ニューメキシコ州のCDTは約700マイル (1,100 km) と長く、水の確保が限られる。このため、地元のボランティアグループが、トレイルに沿った重要ポイントに水の貯蔵所（通常、プラスチック製ガロンボトル）を用意してくれている。CDTの南端地点は以下の3つある。1)ビッグ・ハチェット山地の東にあるCDT公式のクレイジー・クック記念碑、2) ニューメキシコ州のアンテロープ・ウェル、3)ニューメキシコ州コロンバス付近。3つすべてが ニューメキシコ州の長靴底内にある。コロンバスの近くの終点は大陸分水界（アニマス山地を参照）ではなく、コロンバスの近隣にあり、その近隣の村は、毎年開催される250マイル (400 km)に及ぶ「ヴィリスタの2国間パレード（Cabalgata Binacional Villista）」の北の終点でもある。
クレイジー・クック記念碑は、CDTの最も一般的に認識されている出発点または終点であるが、そこは遠隔地にあり、宿泊施設やその他のサービスがないため、CDTをハイキングまたはサイクリングする人にとって、コロンバスが正当な代替開始地点または終了地点と見なされている。メキシコのパロマスの国境検問所から3マイル（4.8km）に位置するコロンバスには、2つの質素なホテル、ガソリンスタンド、いくつかの小さなカフェ、米国郵便局、銀行、自動車整備、食料品店　がある。コロンバスには、メキシコの革命家パンチョ・ビリャと彼の支持者「ヴィリスタ（Villista）」による1916年のコロンバスの戦いの際の、国定歴史建造物がある。村には、このコロンバスの戦いと、アメリカ陸軍将軍「ブラックジャック」パーシングが率いたいわゆる「パンチョ・ビリャ遠征」を記念する2つの博物館と州立公園がある。
クレイジー・クック記念碑（公式の南の終点）から、トレイルは山野を行くけもの道として始まる。ローズバーグ（ニューメキシコ州）までの公式ルートは、今後この経路に基づいて調査されるだろう。コロンバスからのルートは、ローズバーグへの遊歩道である。
ニューメキシコ州内CDTのその他の注目すべき点は次のとおりである。
- アニマス谷（英語版）とプラヤス谷（英語版）
- カーソン国有林
- チャマ・リバー・キャニオン原生自然保護区（英語版）
- シボラ国有林（英語版）
- クンブレス峠（英語版）
- エルマルパイス国定公園（英語版）
- ギラ国有林（英語版）
- パイ・タウン（英語版）
- リザーヴ
- サン・ペドロ公園原生自然保護区（英語版）

## コロラド州

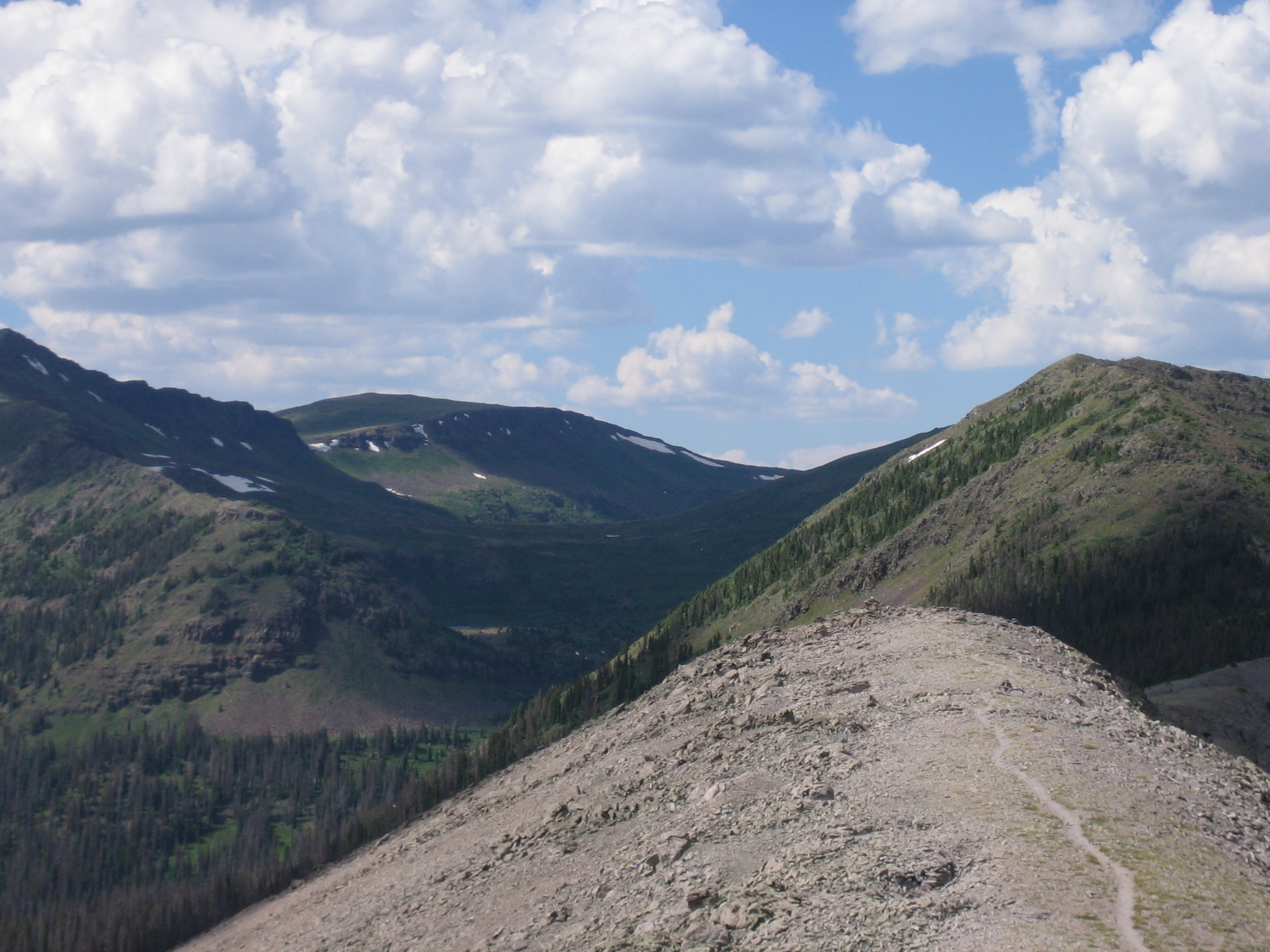
コロラド州 Weminuche原生自然保護区のCDT

CDTは、コロラド州南部のサンファン山地や中央部のサワッチ山脈など、コロラド州の標高の高い原生山岳地帯の多くを通過する。ほとんどの地域で、トレイルはよく案内標識が整備されている。約200マイル (320 km) は、コロラド・トレイルと共通となっている。CDT自体は、より高い高度で曲がりくねって約650マイル (1,050 km) 続いている。その年の積雪状況とハイカーの個々のスケジュールに応じて、代替ルートを利用できる。雪が続くなどの天候不良を避けるためのサンファン山脈のクリード・カットオフのルートはその例である。コロラド州の「モンスーン期間」である7月と8月下旬には午後に雷雨が発生するので、積雪期と比較考慮しなければならない。コロラド州のCDTは、州内の14,000フィート（4,300 m）級の多くの山へ立ち寄るルートとなっている。州内のCDTには、明確な案内標識がついたトレイルがない区間があるが、ジョナサン・レイやジム・ウルフが発行している地図が役立つ。コロラド州のCDTの一部は、まだ原野の中のトレイルである。
コロラド州内CDTのその他の注目すべき点は次のとおりである
- カレッジエイト連山原生自然保護区（英語版）
- グレイズ・ピーク（英語版）　-CDTの最高峰
- エルバート山とマッシブ山　-コロラド州の最高峰
- ラビット・イヤー峠（英語版）
- ロッキーマウンテン国立公園
- ウルフ・クリーク峠（英語版）
- ノース・パーク(コロラド盆地)（英語版）
- ミドル・パーク(コロラド盆地)（英語版）
- サウス・パーク(パーク郡、コロラド州)（英語版）

## ワイオミング州

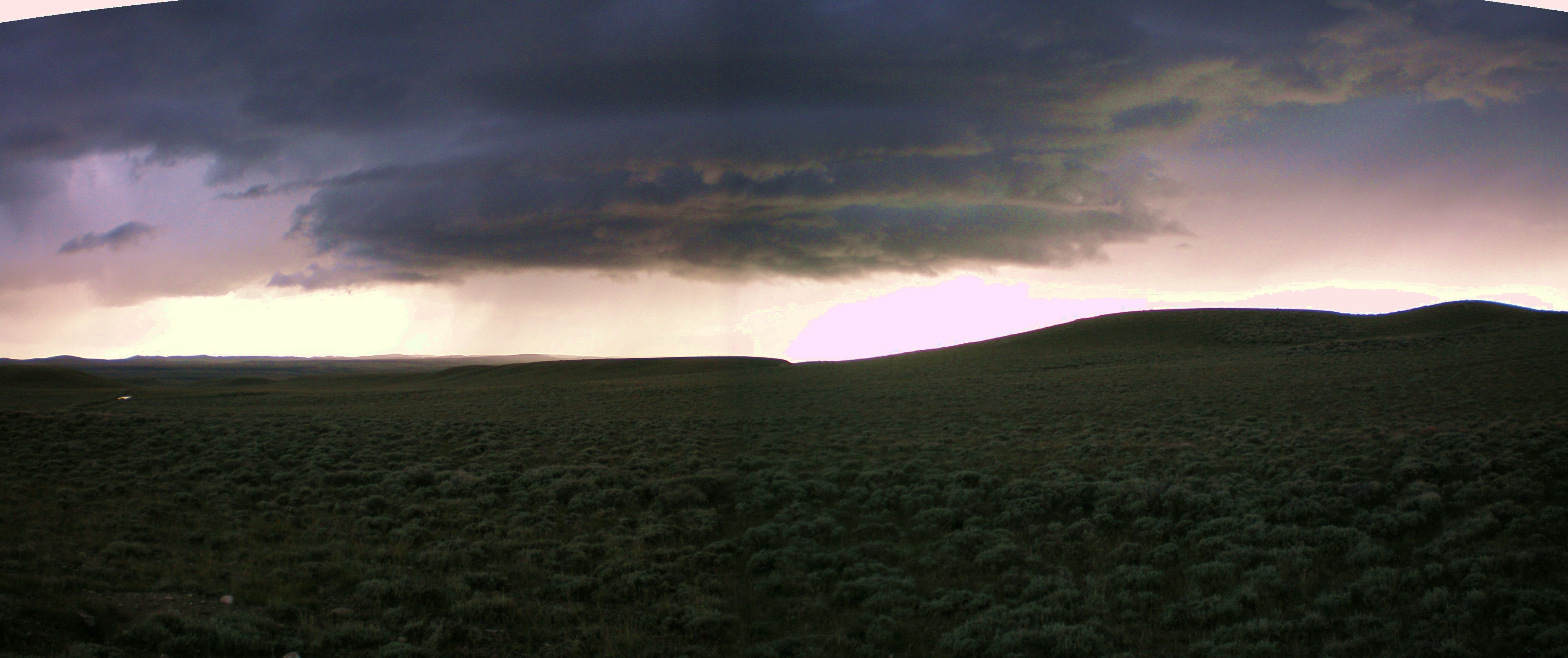
ワイオミング州のグレート・ディバイド盆地では、少し暖かさを伴って、雷と雹の嵐が何の前触れもなく発生する、隠れる場所はない。

CDTが通過する5つの州のうち、ワイオミング州には最も多様な地形がある。そのひとつが、州の中央にあるグレート・ディバイド盆地として知られる広野の大部分をハイキングすることである。ハイカーは、グレート・ディバイド盆地内の分水嶺ルートを決定しなければならない、なぜなら、実際の大陸分水嶺は、内陸流域を形成し、ワイオミング州南部で分岐しているからである。最短ルートは、ほとんどの年で水を補給できない可能性が高い中央を通るルートである。さらに北に行くと、CDTはウインド・リバー山脈の山岳地帯の「ベンチ」を通り、州の北西部のアブサロカ山脈を通過する。グランドフィナーレはイエローストーン国立公園で、CDTはイエローストーンの南の奥地からオールド・フェイスフルを経由し、その後西に出てアイダホ州に向かう。
ワイオミング州内のその他の注目すべき点は次のとおりである。
- ブリッジャー・テトン原生自然保護区（英語版）
- ツー・オーシャン峠（英語版）
- バトル峠（英語版）
- サウス峠（英語版）

## アイダホ州

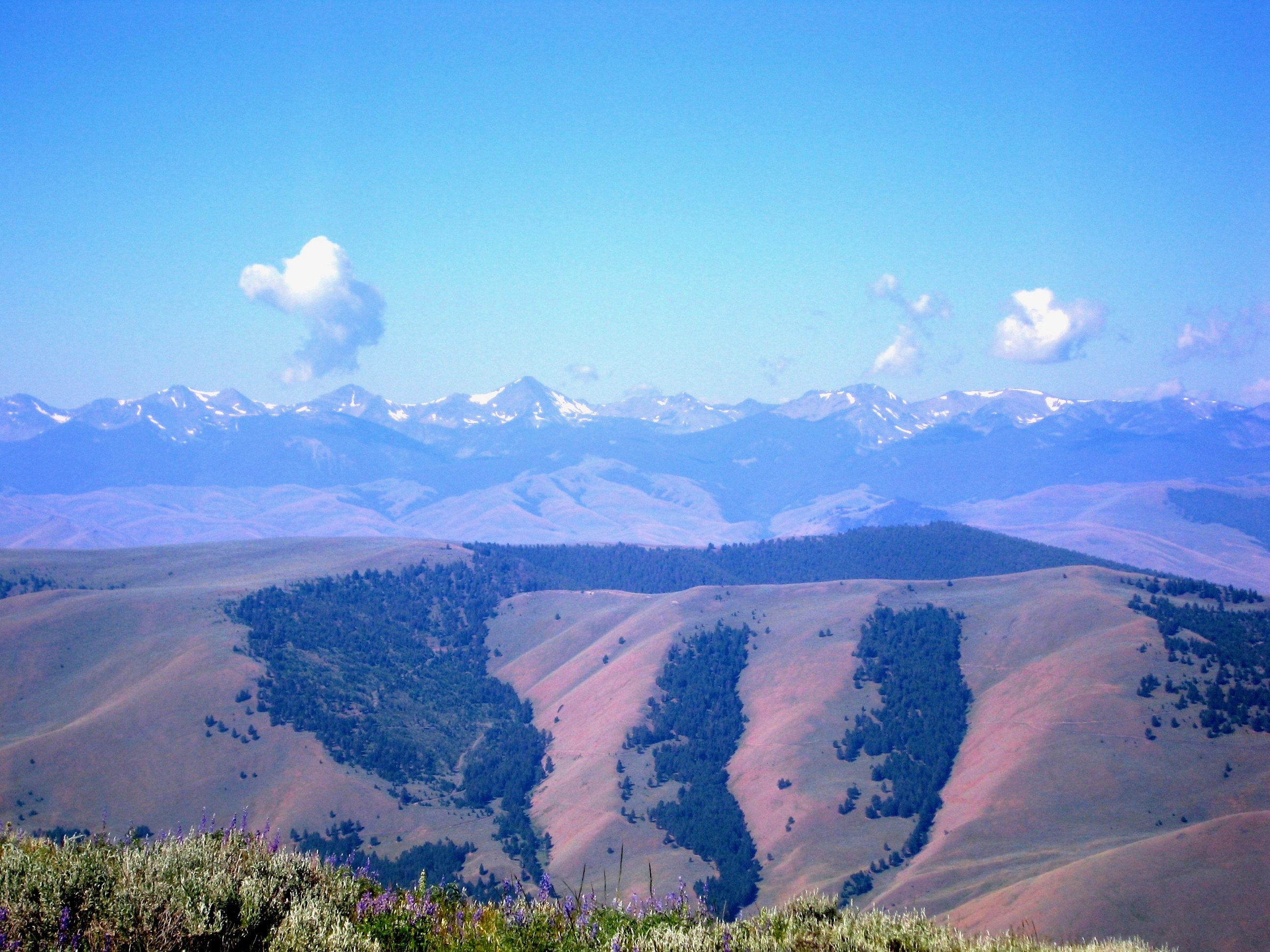
レムヒ峠で大陸分水嶺を横切る：ルイス・クラーク探検隊が1805年8月12日に見たのと同じ光景

イエローストーン国立公園を出て、ワイオミング州北の境界から、アイダホ州のセンテニアル山地に入る。次の数百マイルの間、CDTは大陸分水嶺をたどっていく。この分水嶺はアイダホ州とモンタナ州の境界でもある。次に、トレイルはアナコンダ山脈を通ってモンタナ州ビュートに向かって東に向かう。
アイダホ州内のCDTで注目すべき点は次のとおりである。
- アイランド・パーク(アイダホ州)（英語版） のマックス・インへの代替ルート。
- ヘンリーズ湖（英語版）区域
- リマ(モンタナ州)（英語版）での再補給
- レムヒ峠（英語版）
- チーフ・ジョセフ峠（英語版）

## モンタナ州

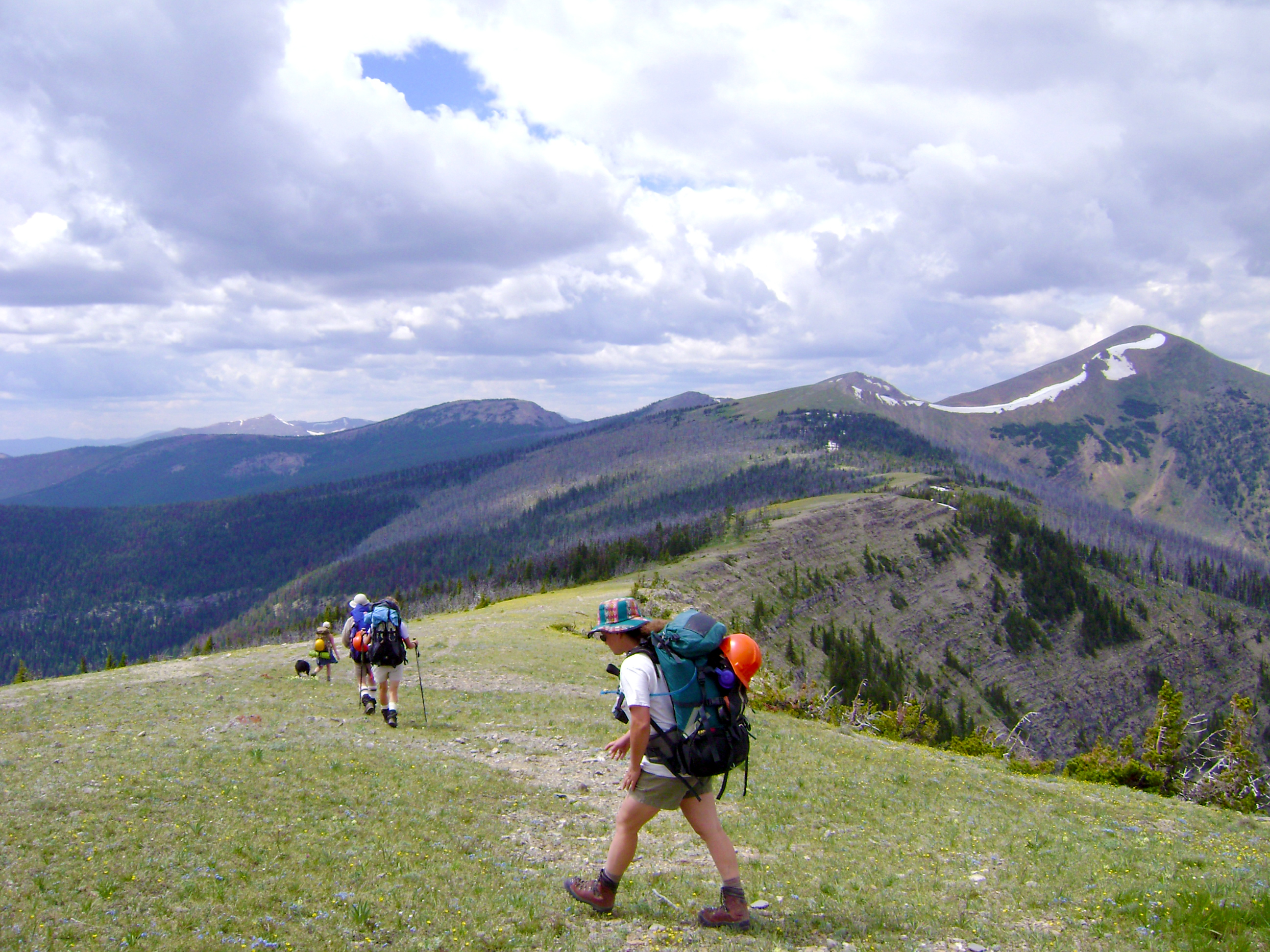
モンタナ州のボブ・マーシャル原生自然保護区でキャンプするためハイキングしているボランティアら。モンタナ州原生自然協会は、トレイルプログラムであるモンタナ州CDTを通じて無料のボランティア休暇を調整手配している。

CDTのモンタナ州部分は、ほぼ完全に山岳地帯にあり、南部のアイダホ州境に沿って走り、その後ルイス・アンド・クラーク国立森林公園と2つの国立原生地域を経由して、最初はビュートのほうへ東に、そしてグレイシャー国立公園に北に向かう。州内のCDTの約110マイル (177 km)  がグレイシャー国立公園を横断している。
モンタナ州内のCDTのその他の注目すべき点は次のとおりである。
- アナコンダ・ピントラー原生自然保護区（英語版）
- ビーバーヘッド・ディアロッジ国有林（英語版）内のビュートの輪
- スケープゴート原生自然保護区（英語版）
- ボブ・マーシャル原生自然保護区（英語版）
- チャイニーズ・ウォール（英語版）

モンタナ州原生自然協会（Montana Wilderness Association）は、CDT北部の主要な非営利パートナーである。MWAのスタッフは、献身的なボランティアと代理店パートナーの助けを借りて、モンタナ州とアイダホ州における980マイル（1,580km）のCDTに関連して働いている。